# Eriocaulon smitinandii
Eriocaulon smitinandii är en gräsväxtart som beskrevs av Harold Norman Moldenke. Eriocaulon smitinandii ingår i släktet Eriocaulon och familjen Eriocaulaceae.
Artens utbredningsområde är Thailand. Inga underarter finns listade i Catalogue of Life.